# Ole B. Jensen
Ole B. Jensen (født 26. maj 1965) er en dansk professor i byteori og urban design. Derudover inkluderer hans forskningsfelter mobilitetsteori, videnskabsteori og metode ved Institut for Arkitektur og Medieteknologi ved Aalborg Universitet.

## Uddannelse
Ole B. Jensen færdiggjorde sin kandidat i sociologi (cand.scient.soc.) ved Aalborg Universitet i 1994. I 2000 blev han tildelt sin Ph.d. i Planlægning fra Aalborg Universitet, og i 2014 modtog han doktorgraden dr.techn, hvilken han ligeledes blev tildelt af Aalborg Universitet.

## Karriere og forskning
Jensen blev ansat som professor ved Aalborg Universitet i 2004. Hos Aalborg Universitet underviser han i Byteori, Mobilitetsteori, Videnskabsteori og Metode. Han forsker i Urban Design og Mobilitet. Han har tidligere forsket i Planlægning i Den Europæiske Union og Urban Branding og Kulturplanlægning.
Inden Jensen tiltrådte som professor ved Aalborg Universitet, har han bestridt stillinger hos Aalborg Universitet som Ph.d.-Studerende fra 1997 til 2000, adjunkt fra 2000 til 2002 og lektor fra 2002 til 2004.
I 2008 stiftede han 'Center for Mobilties and Urban Studies' (C-MUS) i samarbejde med Aalborg Universitet, hvilket er et tværfagligt forskningssamarbejde mellem mobilitetsforskere ved Aalborg Universitet. Siden 2008 har han ligeledes været bestyrelsesmedlem hos C-MUS.

## Priser
- 2021: 2021 John Urry Article Prize fra tidsskriftet Mobilities for artiklen "Pandemic disruption, extended bodies, and elastic situations: Reflections on COVID-19 and Mobilities" (doi:10.1080/17450101.2021.1867296) i tidsskriftet.[5]

- 2018: Danish Business Travel Associations (DBTA) Anerkendelsespris for innovationfondsprojektet AirCiF – Airport City Futures sammen med Claus Lassen.[6]

- 2015: Hedorfs Fondens Pris for Transportforskning. I forbindelse med tildelingen af denne pris modtog Jensen desuden 75.000 kr. af fonden.[7]

- 2008: prisen for Best published Paper 2007 af The Association of European Schools of Planning (AESOP) for sit værk "Culture Stories" (doi:10.1177/1473095207082032) publiceret i Planning Theory.[8]

## Udvalgte publikationer

### Bøger
- Jensen, O. B. & N. Schultz (red.) (2020) Det Epidemiske Samfund, København: Hans Reitzels Forlag
- Jensen, O. B., C. Lassen, V. Kaufmann, M. Freudendahl-Pedersen & I. S. G. Lange (eds.) (2020) Handbook of Urban Mobilities, London: Routledge.[9]
- Jensen, O. B., C. Lassen & I. S. G. Lange (eds.) (2020) Material Mobilities, London: Routledge.[10]
- Jensen, O. B., S. Kesselring & M. Sheller (eds.) (2019) Mobilities and Complexities, London: Routledge.[11]
- Jensen, O. B. & D. B. Lanng (2017) Mobilities Design. Urban designs for mobile situations, London: Routledge.[12]
- Jensen, O. B. (Ed.) (2015) Mobilities, London: Routledge, vol. I-IV.[13]

### Tidsskriftartikler
- Jensen, O. B. (2024) ‘Watch the closing doors’ – Material Interpellation, Mobility Affordance, and Passenger Sensations, Mobilities, July 2024, DOI: 10.1080/17450101.2024.2380424
- Jensen, O. B. (2024) What If?/What Now? “Futuring” Mobilities Research by engaging with Design, Transfers, vol. 13, no. 1/2, pp. 128-143
- Jensen, O. B. (2023) The Bench – exploring exclusionary design through arts practices, Applied Mobilities, DOI: 10.1080/23800127.2023.2234663
- Jensen, O. B. & M. Sheller (2023) The future of aeromobilities in the light of global disruption, Innovation: The European Journal of Social Science Research, DOI: 10.1080/13511610.2023.2182218
- Jensen, O. B. (2023) Material Pragmatism and Dark Design: Critical Readings of “Atmospheres of rejection” and “Material Interpellation”, Mobility Humanities, vol. 2. No. 1, January 2023, pp. 39-59
- Jensen, O. B. (2022) Mobilities Studies. Goffman on the Move, in M. H. Jacobsen & G. Smith (eds.) (2022) The Routledge International Handbook of Goffman Studies, London: Routledge, pp. 287-296
- Jensen, O. B. (2022) Urban Mobilities and Power. Social exclusion by design in the city, in Cattan, N. & L. Faret (eds.) (2022) Hybrid Mobilities. Transgressive Spatialities, London: Routledge, pp. 37-55
- Jensen, O. B. (2021) Pandemic disruption, extended bodies, and elastic situations – reflections on COVID-19 and Mobilities, Mobilities, https://doi.org/10.1080/17450101.2021.1867296
- Jensen, M. T. & O. B. Jensen (2021) The Social Life of a Barrier: A Material Ethnography of Urban Counter-terrorism, Space & Culture, https://doi.org/10.1177/1206331220985445
- Jensen, O. B. (2020) Thinking with the Drone – Visual lessons in aerial and volumetric thinking, Visual Studies, https://doi.org/10.1080/1472586X.2020.1840085
- Jensen, O. B. (2019) Dark Design. Mobility Injustice Materalized, in N. Cook & D. Butz (eds.) (2019) Mobilities, Mobility Justice and Social Justice, London: Routledge, pp. 116-128
- Jensen O. B. (2017) Urban design for mobilities – towards material pragmatism, Urban Development Issues, vol. 56, pp. 5–11 DOI: 10.2478/udi-2018-0012
- Bissell, D., P. Vannini & O. B. Jensen (2017) Intensities of mobility: kinetic energy, commotion and qualities of supercommuting, Mobilities, 2017, Pages: 1-18, DOI: 10.1080/17450101.2016.1243935.[14]
- Jensen, O. B. (2016) Of ‘other’ materialities: why (mobilities) design is central to the future of mobilities research, Mobilities, vol. 11, no. 4, pp. 587-597, http://dx.doi.org/10.1080/17450101.2016.1211826.[15]
- Jensen, O. B. & P. Vannini (2016) Blue Sky Matter. Towards an (In-flight) Understanding of the Sensuousness of Mobilities Design, Transfers, 6(2), Summer 2016: 23-42, doi:10.3167/TRANS.2016.060203.[16]
- Jensen, O.B. (2016) New ‘Foucaultdian Boomerangs’: Drones and Urban Surveillance. Surveillance & Society 14(1): 20-33.[17]
- Jensen, O. B. (2016) Drone City – power, design and aerial mobility in the age of the ‘smart city’, Geographica Helvetica+, vol. 71, no. 2, pp. 67-75, doi:10.5194/gh-71-67-2016.[18]